# Emperador Chongzhen
L'Emperador Chongzhen (xinès tradicional: 崇禎, xinès simplificat: 崇祯, pinyin: Chóngzhēn; Wade-Giles: Ch'ung-chen/antiga pronúncia: Ch'ung-cheng) (6 de febrer del 1611 - 25 d'abril del 1644) va ser el setzè i l'últim emperador de la dinastia Ming de la Xina. Va regnar del 1627 fins al 1644, sota el nom d'era que significa "honorable i prometedor".

## Primers anys
Nascut com Zhu Youjian (朱由檢), Chongzhen va ser el cinquè fill de l'Emperador Taichang. Com a tal, ell va créixer en un ambient relativament tranquil, ja que la majoria dels fills joves van quedar fora de la lluita pel poder que el seu germà major l'Emperador Tianqi va haver d'endurar. Chongzhen va succeir al seu germà i va ascendir al tron a l'edat dels 17 anys i immediatament eliminà l'eunuc Wei Zhongxian i la Madona Ke, que s'havien convertit en els governants de facto de l'imperi.
Chongzhen va tractar de governar per si mateix i es va esforçar per redreçar la dinastia. Això no obstant, els anys de la corrupció interna i una tresoreria buida van fer gairebé impossible trobar ministres capaços per cobrir els llocs importants del govern. Chongzhen també va tendir a desconfiar dels subordinats poc experts que tenia, com el famós general Yuan Chonghuan, que va ajusticiar i que havia mantingut per si sol la frontera nord front els atacs dels manxús el 1630.

## Caiguda de la dinastia Ming

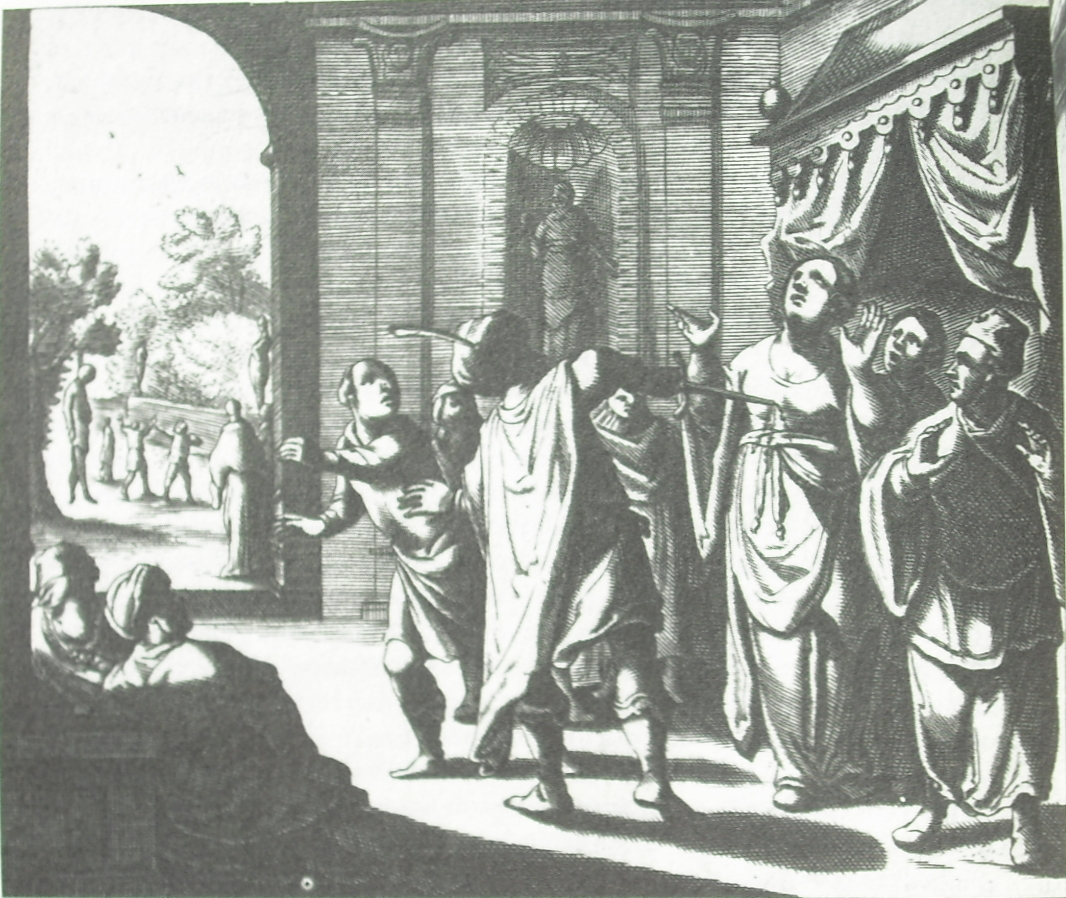
L'Emperador Chongzhen matant la seva filla, abans de penjar-se. (Dibuixat per un artista europeu pel De bello tartarico de Martino Martini)

La col·lapse dels Ming es va intensificar durant el regnat de Chongzhen. Els aixecaments populars van esclatar per tota la Xina, incloent aquells de Zhang Xianzhong i, el més rellevant, de Li Zicheng. Aquests no van poder ser reprimits pels ja en dificultats exèrcits de Ming, que van haver de bregar amb l'amenaça manxú del nord. Una gran epidèmia de pesta a finals del seu regnat va començar a Shanxi el 1633 i va arribar a Pequín el 1641 causant la mort de més de 200.000 persones el 1643 i contribuint directament a la caiguda de la Dinastia el 1644.
L'abril del 1644, Li es va preparar per prendre la capital Ming de Beijing. En comptes d'enfrontar-se a la captura i a la probable execució a mans de la recentment proclamada Dinastia Shun, Chongzhen va organitzar una festa i es van reunir tots els membres de la família imperial, a més dels seus fills. Usant la seva espasa, va matar a tots els que allí hi havia. Tots van morir excepte la seva segona filla, la princesa Changping, la qual en un intent per resistir-se a l'espasa del seu pare va acabar perdent el seu braç que va resultar sent seccionat de forma llisa. Llavors, encara amb el seu vestit imperial, Chongzhen va fugir fins al pujol Jingshan i es va penjar a si mateix en un arbre. Va ser enterrat a la sitja de les tombes de la Dinastia Ming - l'últim en ser enterrat allí.
La dinastia Shun va durar menys d'un any fins a la derrota de Li a la batalla del Pas Shanhai, i els manxús victoriosos van establir l'emperador Shunzhi de la dinastia Qing com el governant de tota la Xina.
Després de la mort de Chongzhen, les forces partidàries van proclamar la dinastia Ming del Sud a Nanjing, nomenant Zhu Yousong, el Príncep de Fu com l'Emperador Hongguang. Això no obstant, el 1645 els exèrcits Qing van començar a moure's en contra de les restes de la dinastia Ming, i Nanjing es va rendir el 8 de juny de 1645. Zhu va ser capturat el 15 de juny i portat Beijing, on va transir l'any següent. Els disminuïts Ming van ser empesos constantment cap al sud, i l'últim emperador de la dinastia Ming del Sud, Zhu Youlang, el Príncep de Gui, va ser finalment executat a Burma el 1662 pel general Qing Wu Sangui.